# Athlītikos Syllogos Arīs Thessalonikīs 1927-1928

## Stagione
Nella stagione 1927-1928 ebbe luogo il primo torneo congiunto del campionato greco e fu vinto dall'Arīs, dopo che la squadra si aggiudicò il campionato regionale macedone.

## Maglie
La prima divisa usata dall'Aris nel campionato greco era composta da una maglia totalmente gialla con colletto nero, calzoni e calze nere. La divisa da portiere era completamente nera.

## Rosa

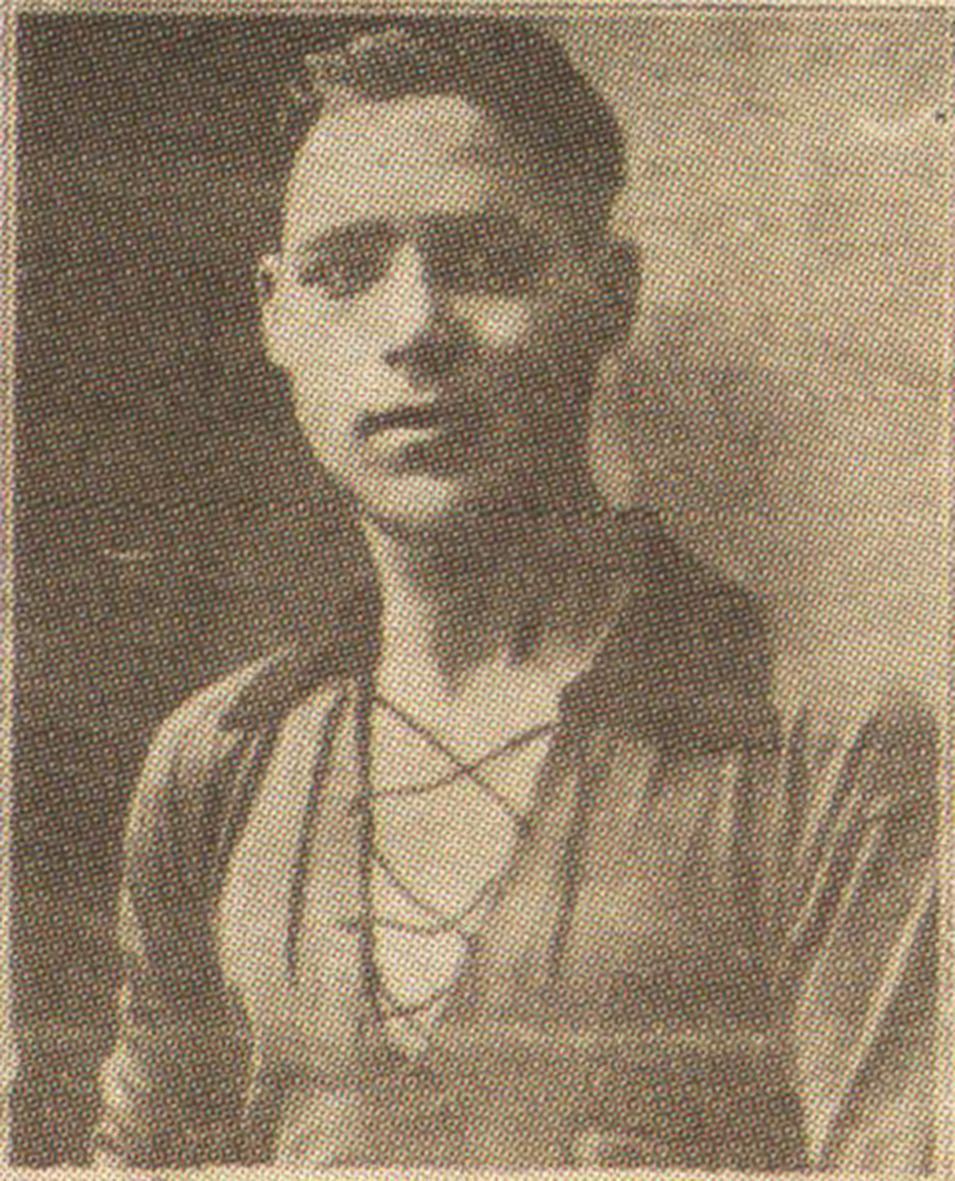
Il capocannoniere dell'Aris, Nikolaos Angelakis

| N. |                   | Ruolo | Calciatore               |
| -- | ----------------- | ----- | ------------------------ |
|    | Grecia (bandiera) | P     | Nikos Katrantzos         |
|    | Grecia (bandiera) | D     | Dimitris Oplopoios       |
|    | Grecia (bandiera) | D     | Kostas Vikelidis         |
|    | Grecia (bandiera) | D     | Panagiotis Kosmatopoulos |
|    | Grecia (bandiera) | C     | Iakovos Giakoumis        |
|    | Grecia (bandiera) | C     | Panagiotis Katsaounis    |
|    | Grecia (bandiera) | C     | Kostas Gikopoulos        |

| N. |                       | Ruolo | Calciatore           |
| -- | --------------------- | ----- | -------------------- |
|    | Grecia (bandiera)     | A     | Christos Leontaridis |
|    | Grecia (bandiera)     | A     | Nikolaos Angelakis   |
|    | RSS Armena (bandiera) | A     | Zareh Minasyan       |
|    | Grecia (bandiera)     | A     | Iordanis Vogdanou    |
|    | Grecia (bandiera)     | A     | Vassilis Ioannidis   |
|    | Grecia (bandiera)     | A     | Christos Koloniaris  |
|    | Grecia (bandiera)     | A     | Dionisis Kaltekis    |

## Risultati

### Campionato greco
| 1928 | Arīs Salonicco | 3 – 1 | Ethnikos Pireo |  |

| 1928 | Atromītos | 3 – 0 | Arīs Salonicco |  |

| 1928 | Ethnikos Pireo | 2 – 3 | Arīs Salonicco |  |

| 1928 | Arīs Salonicco | 3 – 1 | Atromītos |  |

## Statistiche

### Statistiche di squadra
| Competizione         | Punti | Totale | Totale | Totale | Totale | Totale | Totale | DR  |
| Competizione         | Punti | G      | V      | N      | P      | Gf     | Gs     | DR  |
| -------------------- | ----- | ------ | ------ | ------ | ------ | ------ | ------ | --- |
| Campionato greco     | 6     | 4      | 3      | 0      | 1      | 11     | 6      | +5  |
| Campionato Regionale | 18    | 10     | 9      | 0      | 1      | 33     | 8      | +25 |
| Totale               | -     | 14     | 12     | 0      | 2      | 44     | 14     | +30 |